# Daletice
Daletice és un poble i municipi d'Eslovàquia. Es troba a la regió de Prešov, al nord del país.

## Història
La primera referència escrita de la vila data del 1320.

## Demografia
| Godina             | 1994 | 2004    | 2014 | 2024 |
| ------------------ | ---- | ------- | ---- | ---- |
| Nombre de persones | 121  | 100     | 100  | 95   |
| Diferència         |      | −17,35% | +0%  | −5%  |

| Godina             | 2023 | 2024 |
| ------------------ | ---- | ---- |
| Nombre de persones | 95   | 95   |
| Diferència         |      | +0%  |